# سیمون پلوسل
سیمون پلوسل یا زیمون پلوسل (۱۹ سپتامبر ۱۷۹۴–۲۰ ژانویه ۱۸۶۸) یک صنعتگر اتریشی در حوزه اُپتیک بود. او آموزش و کارش را در شرکت اُپتیک و عکاسی وویکلندر (به اتریشی:Voigtländer) آغاز کرد، اما در سال ۱۸۲۳ کارگاه خودش را راه‌اندازی کرد. مهم‌ترین دستاورد او در آن زمان، ساخت چشمی‌های آکروماتیک میکروسکوپ بود. چشمی‌های تلسکوپ «پلوسل» که از دهه ۱۹۸۰ میلادی تا به امروز توسط رصدگران آماتور استفاده می‌شود از نام او گرفته شده‌است.

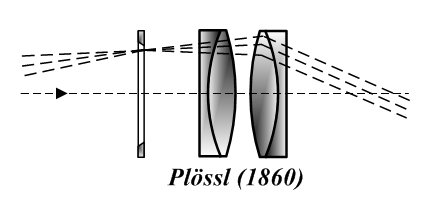
چشمی‌های پلوسل از چهار عدسی یا دو جفت عدسی ساخته شده‌اند که قسمت محدب هر جفت روبروی دیگری قرار دارد. این چشمی‌ها میدان دیدی بین ۵۰ تا ۵۶ درجه دارند. شفافیت تصویر خوبی دارند. آسودگی چشمی مناسبی دارند و نسبتاً گران‌قیمت هستند.

چشمی‌ها «پلوسل» که گاه به آنها «چشمی متقارن» هم گفته می‌شود از نظر بسیاری از رصدگران آماتور بهترین چشمی‌ها از لحاظ کیفیت و قیمت هستند چشمی‌های پلوسل از چهار عدسی یا دو جفت عدسی ساخته شده‌اند که قسمت محدب هر جفت روبروی دیگری قرار دارد. این چشمی‌ها میدان دیدی بین ۵۰ تا ۵۶ درجه دارند. شفافیت تصویر خوبی دارند. آسودگی چشمی مناسبی دارند و نسبتاً گران‌قیمت هستند.